# Kasteel van la Grève
Het Kasteel van la Grève (Frans: Château de la Grève) is een kasteel in de Franse gemeente Saint-Martin-des-Noyers. Het kasteel is een beschermd historisch monument sinds 1984.